# Александар Жиляк
Александар Жиляк (хорв. Aleksandar Žiljak; нар. 1963, Загреб) — хорватський письменник та ілюстратор.
Здобув ступінь магістра інформатики на електротехнічному факультеті Загребського університету. Після вчителювання у середніх школах присвятив себе з 1997 р. покликанню ілюстратора. Починаючи з 1991 року, написав і опублікував кілька фантастичних оповідань і повістей, із яких «Сліпі птахи», «Перший політ» і «Холодний дотик вогню» були відзначені премією «СФЕРА», а також два кіносценарії. 
Спільно з Томиславом Шакичем підготував розлогу антологію хорватських науково-фантастичних оповідань Ad Astra, яка вийшла 2006 року. Разом із Шакичем також редагує хорватський науково-фантастичний журнал Ubiq.